# Випом
„Випом“ АД (съкращение от видински помпи), срещано и като „ВИПОМ“, е машиностроителна компания във Видин за производство главно на водни помпи.
Това е най-старото промишлено предприятие в града, както и най-големият производител на водни помпи в страната и (през 1980-те години) на Балканите.
|  |

## История
Възниква в началото на 20 век като малка работилница, национализирана през 1947 г. Преживява период на бързо развитие – в рамките на СИВ се специализира в производство на водни помпи за промишлеността, за което получава техническа документация от сродни предприятия и научни институти в СССР и усвоява редица серии помпи. Преименуван е на Държавен машиностроителен завод „Георги Димитров“, с което име е широко известен в СССР. През 1970-те години заводът се преобразува в Стопански комбинат „Випом“ (включващ и други предприятия).
На основата на комбината през 1980-те години се създава Държавно стопанско обединение „Випом“ в състав: базовото предприятие (Видин), дъщерни заводи и филиали в Брегово, Видин, Димово, Ново село и др., Научноизследователски институт по помпи (Видин). В цялото ДСО работят над 2500 работници, служители и учени (днес те са под 200 души) - повече персонал във Видински окръг е имал само производителят на полиамидни влакна и автомобилни гуми ДСО „Видахим“ (над 8000 души). „Випом“ изнася своите продукти, чрез отрасловия монополен износител „Агромашинаимпекс“, в редица региони на света - главно за СССР и останалите държави от СИВ, Балканите, в арабски и други страни. По онова време, по думите на бивш търговски директор, имат толкова силно пазарно присъствие в Алжир и Куба, че вместо „помпа“ използват думата „Вида“ – марката на битовите им помпи.
По време на прехода към пазарна икономика поради стремежа за пряка търговия с външните пазари при липсата на собствен опит и кадри бързо се сриват продажбите за износ; стопанското обединение се разформирова, стопанският комбинат се разпада, научноизследователският институт е закрит. При масовата приватизация в средата на 1990-те години максималния дял от 34 % от „Випом“ закупува Приватизационен фонд „Труд и капитал холдинг“ (преобразуван в „Труд и капитал холдинг“ АД), който по-късно, изкупувайки други дялове и акции, придобива мажоритарен пакет от 51 % от акциите. Фирмата е преобразувана във „Випом“ АД (1997) и е регистрирана като публично дружество през 2004 г.
Приватизацията не помага особено за оздравяване на предприятието и то продължава тежкия си период. Едва в началото на 21 век, след като основният пакет акции е закупен от руската компания ООО „Гидромаш“ (Москва), заводът постепенно се изправя на крака. В края на 2012 г. Pandects Co. Ltd., Кипър има мажоритарен дял (62,17 % от акциите), други големи акционери са „Випом“ АД - придобити собствени акции (20,95 %), Palmer Capital Emerging Europe Equity Fund NL, Нидерландия (15,81 %). Фирмата е 100% собственик на дъщерното дружество ООО „Випом“, Москва.

## Продукция
Главните продукти на завода са помпите, предимно за вода – усвоени са и се произвеждат над 1000 типоразмера от 40 серии помпи. На тяхна основа производството се разширява с използването им за помпени агрегати и мини- и микро-ВЕЦове.
Продукцията е предназначена основно за нуждите на производствени и комунални сектори – водоснабдяване, напояване и отводняване на земи, канализационни системи за замърсени води, топлоенергетика, строителство, корабостроене и др. промишленост.
Битовите водни помпи (монофазни, с малка мощност – за домашното стопанство и пр.) носят марката „Вида“. Те съставляват едва около 3 % от общото производство.
Предприятието произвежда:
- помпи за вода и други течности:
  - центробежни помпи,
  - едностъпални и многостъпални помпи,
  - химически помпи,
  - помпи за дизелово гориво,
  - помпи за замърсени течности,
  - потопяеми помпи,
  - помпи за хидромелеорация,
  - корабни помпи,
  - питателни помпи,
  - самозасмукващи помпи
  - вихрови помпи,
  - битови помпи „Вида“;
- помпени агрегати (помпа с двигател),
- мини- и микро-ВЕЦове – с мощност до 500 kW,
- чугунени отливки (промишлени и декоративни) и пр.

Осъществява също инженерингова дейност, свързана с произвежданата продукция.